# Farigia benepicta
Farigia benepicta är en fjärilsart som beskrevs av William Schaus 1923. Farigia benepicta ingår i släktet Farigia och familjen tandspinnare. Inga underarter finns listade i Catalogue of Life.